# Tricimba aurata
Tricimba aurata är en tvåvingeart som beskrevs av Ismay 1993. Tricimba aurata ingår i släktet Tricimba och familjen fritflugor. Inga underarter finns listade i Catalogue of Life.